# Paris Games Week
A Paris Games Week, abreviada PGW é uma feira profissional de jogos eletrônicos realizada anualmente no Paris Expo Porte de Versailles em Paris na França entre os meses de outubro e novembro, é organizada pela SELL (Syndicat des éditeurs de logiciels de loisirs). Sua primeira edição foi em 2010, atualmente é a segunda maior feira de jogos eletrônicos do mundo em número de visitantes, atrás apenas da gamescom.